# Ilhéu das Cabras

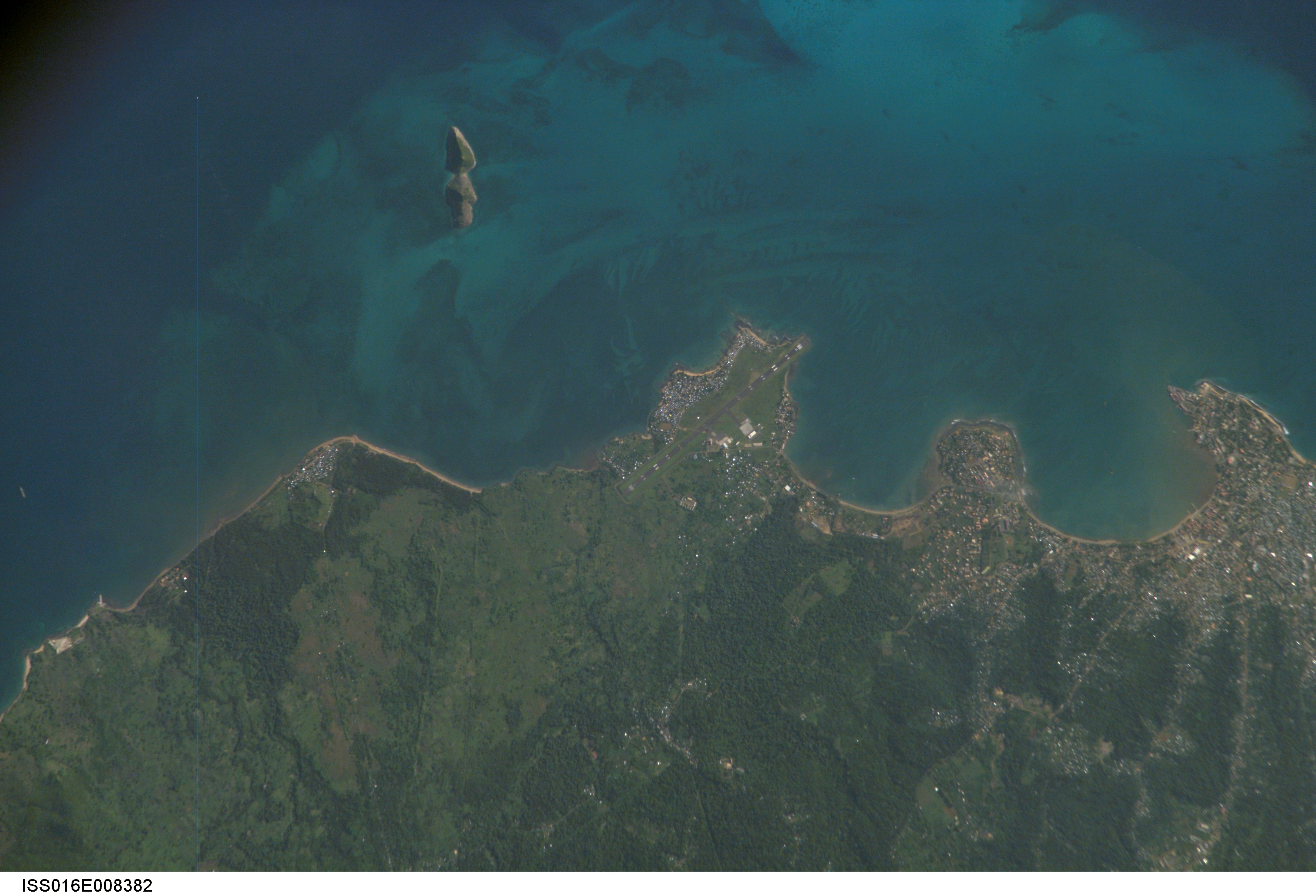
Vue satellite.

L'ilhéu das Cabras (en français : « l'îlot aux chèvres ») est l'une des plus petites îles de l'archipel qui constitue Sao Tomé-et-Principe, dans le golfe de Guinée. Il est situé au nord-est de l'île principale de São Tomé.
On y pratique la plongée sous-marine, le snorkelling, le kayak.